# Panicum sumatrense
Espèce
Panicum sumatrense, le petit millet, est une espèce de plantes monocotylédones de la famille des Poaceae, sous-famille des Panicoideae, originaire d'Asie.
Ce sont des plantes herbacées annuelles, aux tiges (chaumes) dressées et aux inflorescences en panicules.

## Description
Panicum sumatrense est une plante herbacée annuelle aux tiges dressées de 30 à 10 cm de long.
Les feuilles ont un limbe allongé, arrondi à la base, à l'apex acuminé, de 10 à 40 cm de long sur 5 à 15 mm de large, avec une ligule membraneuse ciliée de 0,6 à 1,1 mm de long.
L'inflorescence est une panicule contractée, oblongue, de 5 à 40 cm de long sur 1 à 5 mm de large.
Les épillets fertiles, solitaires, elliptiques, comprimés dorsalement, de 2,5 à 3,5 mm de long, sont pédicellés et comprennent un fleuron basal stérile et un fleuron fertile sans extension du rachillet. A maturité, les épillets persistent sur la plante.
Ils sont sous-tendus par deux glumes, ovales, membraneuses, dissemblables.
La glume inférieure, de 0,7 à 1,2 mm de long, atteint un quart à un tiers de la longueur de l'épillet et présente de 1 à 3 nervures.
La glume supérieure, aussi longue que l'épillet, a de 11 à 15 nervures.
Les fleurons fertiles présentent trois anthères de 1,5 mm de long.
Le fruit est un caryopse au péricarpe adhérent, de 1,8 à 1,9 mm de long.

## Distribution
Panicum sumatrense a une aire de répartition s'étendant en Asie tempérée ou tropicale : Chine (Guizhou,  Xizang, Yunnan) Taïwan, sous-continent indien (Inde, Népal, Pakistan, Sri Lanka), Birmanie, Thaïlande, Malaisie, Indonésie et Philippines.
L'espèce s'y rencontre à l'état cultivé ou naturalisé.

## Liste des sous-espèces
Selon Tropicos (18 mars 2018) :
- Panicum sumatrense subsp. psilopodium (Trin.) de Wet